# Segelfluggelände Grambeker Heide

i7
i11
i13

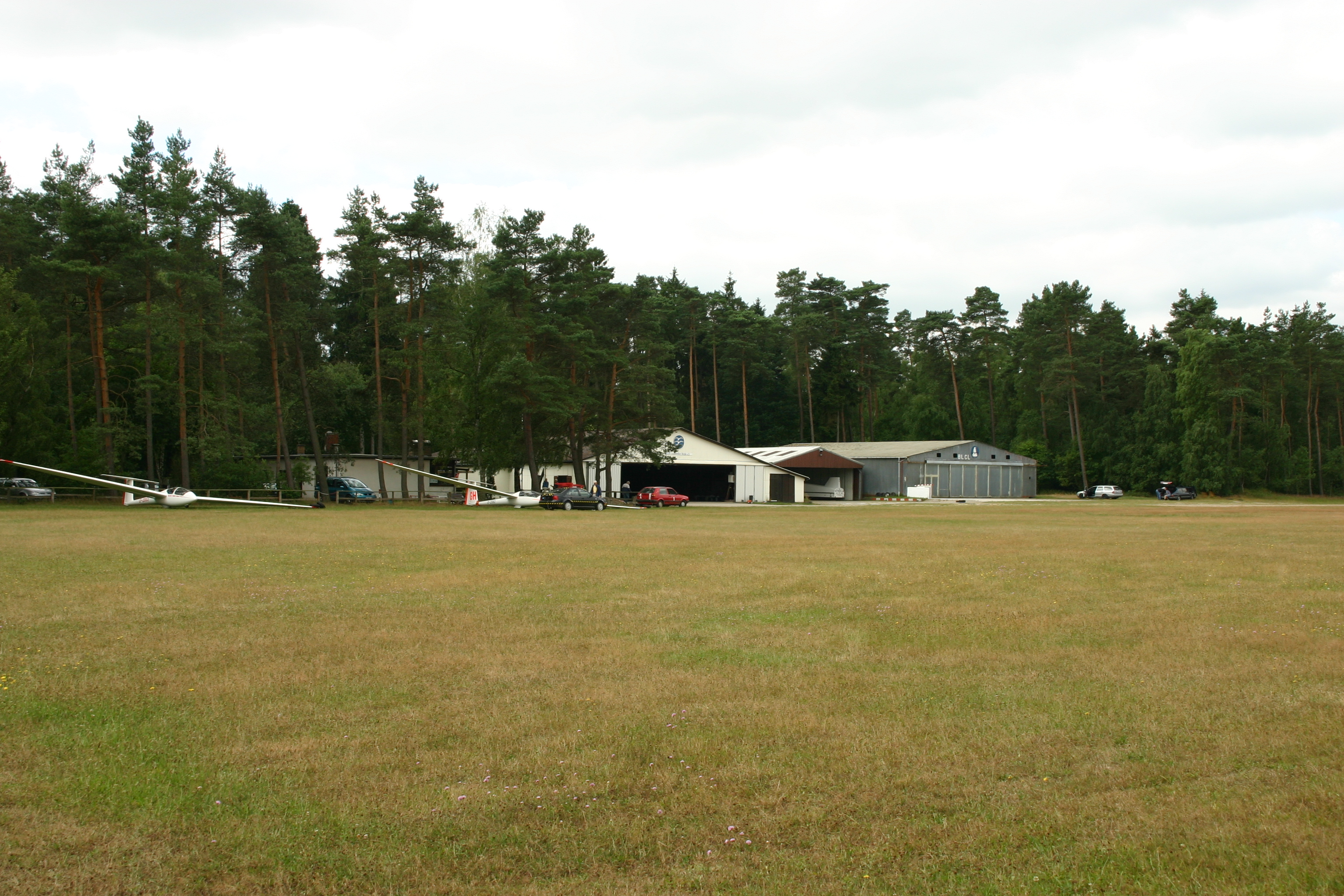
Hangars auf dem Segelfluggelände

Das Segelfluggelände Grambeker Heide ist ein Segelfluggelände südlich der Stadt Mölln in Schleswig-Holstein. Er ist für Segelflugzeuge, Motorsegler, Schleppflugzeuge und Ballone zugelassen.

## Lage und Verkehrsanbindung
Das Segelfluggelände liegt fünf Kilometer südlich des Stadtzentrums von Mölln. Zu erreichen ist es
- Mit dem Auto: Görlitzer Ring/-Segelflugplatz
- mit dem Stadtbus: Vom ZOB- oder Bahnhof Mölln (HVV) Buslinie 8511 zur Haltestelle Danziger Straße (900 m bis zum Flugplatz)

## Flugplatzanlage
Die Start- und Landebahn ist 950 Meter lang. Das Segelfluggelände liegt am Waldrand südlich der Stadt Mölln in unmittelbarer nähe zur Gemeinde Grambek.
Auf dem Segelfluggelände gibt es drei Hangars für Fluggeräte und Fahrzeuge sowie das Vereinsheim des LSV Grambeker Heide e. V. Das Segelfluggelände verfügt über eine selbstkonstruierte Seilwinde und einen mobilen Tower. Der Verein selbst besitzt sieben Flugzeuge: vier Einsitzer, zwei Doppelsitzer und einen Motorsegler. Hinzu kommen einige private Flieger sowie Gastgruppen und seit 2020 noch die Segelflieger des Aero Clubs von Lübeck.

## Betrieb
Das Segelfluggelände wird hauptsächlich an Wochenenden und Feiertagen von Ende März bis in den Oktober betrieben. Im Winter wird er nur selten genutzt. Hochsaison sind die Wochenenden in den Schulferien.